# Zizania
Zizania es un género de plantas herbáceas perteneciente a la familia de las poáceas. Es originario de Eurasia y América del Norte.

## Descripción
Aunque conocido comúnmente como arroz silvestre o arroz salvaje,  no está directamente relacionado con el arroz asiático (Oryza sativa), aunque ambos comparten la misma tribu. Se trata de hierbas acuáticas o palustres, robustas y erguidas. Tienen raíces delgadas y fibrosas que no penetran mucho, algunas adventicias; cañas hasta de 3 metros de altura; las hojas de 1 m de longitud por 4 cm de ancho; flores en panojas terminales. Los granos alargados contienen más de 13% de proteína y además carbohidratos, vitamina B, potasio y fósforo.
Las especies nortemericanas, llamadas ahora arroz indígena, fueron recolectadas para la alimentación por los aborígenes, desde hace por lo menos 10 000 años. Hoy en día son cultivadas.

## Arroces nativos de América del Norte
Zizania palustris es una planta anual, originaria de la región de los Grandes Lagos, crece a temperaturas entre los 6° y 13 °C. Los principales productores son los estados de Saskatchewan y Manitoba en Canadá y Minesota y California en Estados Unidos.
Zizania aquatica, también anual, es originaria de la cuenca del río San Lorenzo, Florida y el golfo de México. Zizania texana, de la cuenca del Río San Marcos, se encuentra en peligro de extinción por la reducción de su hábitat.
Zizania texana es una planta perenne que se localiza únicamente en una pequeña área a lo largo del Río Saint Laurence y en las costas del Atlántico de los Estados Unidos. Actualmente se encuentra en peligro de extinción debido a la polución y a la pérdida progresiva de terreno en el que es capaz de crecer, dado que su ecosistema es muy limitado.

## Arroces nativos de Asia
Zizania latifolia, el arroz silvestre de Manchuria, es una planta perenne. Aunque la producción y el consumo del grano han disminuido al ser sustituidos por arroz común, la planta se sigue utilizando en la alimentación, especialmente como verdura.

## Taxonomía
El género fue descrito por Carlos Linneo y publicado en Species Plantarum 2: 991. 1753. La especie tipo es: Zizania aquatica L.
Etimología
Zizania: nombre genérico que deriva de la  palabra griega: "zizanion", un antiguo nombre de un grano de maleza silvestre que normalmente crecía entre cultivos de trigo.

## Lista de Especies
- Zizania aquatica L.
- Zizania latifolia (Griseb.) Turcz. ex Stapf
- Zizania palustris L.
- Zizania texana Hitchc.